# ۲۳ نفر
۲۳ نفر یا بیست و سه نفر گروهی از رزمندگان نوجوان ایرانی بودند، که در جریان جنگ ایران و عراق در سال ۱۳۶۱ به اسارت نیروهای عراقی درآمدند. این گروه کم سن و سال بین ۱۳ تا ۱۷ سال سن داشتند و اکثراً از تیپ ثارالله کرمان اعزام شده بودند و در اردیبهشت ۱۳۶۱ در مرحله مقدماتی عملیات بیت‌المقدس در مناطق مختلف جبهه اسیر شدند.

## رویداد
صدام حسین پس از آگاهی از این موضوع و دیدن گزارش اسارت قوای ایرانی به دلیل شکست در خرمشهر سعی می‌کند از این ماجرا سوءاستفاده و به نفع خود بهره‌برداری تبلیغاتی نماید و دستور می‌دهد که آن‌ها را از بقیه اسرا جدا کنند و به کاخ وی بیاورند.
در دیداری که این نوجوانان با شخص اول کشور عراق صدام حسین داشتند وی سعی می‌کند تا با ناراحت شدن از این موضوع که اینها کودکانی بیش نیستند که به زور به جنگ فرستاده شدند، با آنها احساس همدردی کند و به دختر کوچکش «هلا» می‌گوید که شاخه گل‌هایی را به آنها بدهد و بعد با آن‌ها عکس یادگاری می‌گیرد و می‌گوید که بزودی با موافقت کمیته بین‌المللی صلیب سرخ آنها را به ایران برمی‌گرداند.
مطبوعات عراق پس از این ماجرا فیلم‌ها و عکس‌هایی از آنها منتشر می‌کنند و در تیتر روزنامه‌های عراق جمله معروف صدام را می‌نویسند: «کل اطفال العالم اطفالنا» همه بچه‌های دنیا بچه‌های ما هستند.
این ۲۳ نفر که در موضع انفعالی قرار گرفته بودند اعتصاب غذا می‌کنند تا به جمع دیگر اسیران بازگردند. آنها در نهایت پس از اتفاقات زیادی به خواسته خود می‌رسند ولی تا روز ۲۶ مرداد ۱۳۶۹ در اسارت می‌مانند.
اسیر ایرانی دیگری به نام ملاصالح قاری مترجم صدام در این دیدار بود که بعدها پس از آزادی به جرم خیانت به ایران از طرف وزارت اطلاعات ایران زندانی و بازجویی گردید و نهایتاً با نامه سید علی‌اکبر ابوترابی‌فرد، روحانی آزاد شده از اسارت بی‌گناهی وی اثبات شده و از وی رفع اتهام می‌شود.

## آثار مرتبط

### کتاب
تاکنون چندین کتاب و فیلم بر اساس اسناد موجود و خاطرات اسرا نوشته و ساخته شده‌است. کتاب «آن بیست و سه نفر» بر اساس خاطرات احمد یوسف زاده از انتشارات سوره مهر به چاپ رسیده‌است. سید علی خامنه‌ای، رهبر ایران، در نامه‌ای از نویسنده این کتاب و بقیه این گروه قدردانی کرد.

### برنامه تلویزیونی
در تاریخ ۴ و ۵ تیرماه ۱۳۹۴، در برنامه ویژه ماه عسل که هر ساله به مناسبت ماه رمضان از شبکه سوم تلویزیون ایران پخش می‌شود، این بیست و سه نفر حضور یافتند و ضمن پخش گوشه‌هایی از فیلم دیدار با صدام و بیان خاطرات و ایراد مطالبی از آنان تقدیر به عمل آمد.

### فیلم
در سال ۱۳۹۷ فیلم ۲۳ نفر به کارگردانی مهدی جعفری با سرمایه‌گذاری سازمان هنری رسانه‌ای اوج ساخته شده‌است.

### نمایش تلویزیونی
در برنامه تلویزیونی عصر جدید خانم فاطمه رادمنش با اجرای نقشی داستان کشته شدن و عدم بازگشت اکبر دانشی نفر بیست و چهارم این گروه را با اجرای انفرادی با گویش کرمانی اجرا کرد که با چهار رأی سفید داوران، تشویق ممتد تماشاچیان و صحبت‌های تأثیرگذاری از سوی رویا نونهالی یکی از داوران مواجه شد.

### موسیقی
در تیر ۱۳۹۵ علیرضا افتخاری، قطعه «آن ۲۳ نفر» را با آهنگسازی عماد توحیدی و شعر حامد حسین خانی در مراسمی در شهر پاریز کرمان با حضور این ۲۳ اسیر اجرا کرد.

## اسامی واقعی این ۲۳ اسیر
# علیرضا شیخ حسینی
1. محمد ساردویی
2. ابوالفضل محمدی
3. حمید تقی‌زاده
4. منصور محمودآبادی
5. عباس پورخسروانی
6. سید عباس سعادت
7. یحیی دادی نسب (قشمی)
8. حسن مستشرق
9. احمد علی حسینی
10. محمد باباخانی
11. یحیی کسایی نجفی
12. رضا امام قلی‌زاده
13. حمیدرضا مستقیمی
14. حسین قاضی‌زاده
15. مجید ضیغمی نژاد
16. جواد خداجویی
17. محمود رعیت نژاد
18. سید علی نورالدینی
19. محمد صالحی
20. حسین بهزادی
21. احمد یوسف‌زاده مولایی
22. سلمان زاد‌خوش[۲۱]

نکته:
1. به جز سید عباس سعادت و محمد صالحی که فوت کرده‌اند، سایر افراد این گروه، یعنی ۲۱ نفر دیگر تا به امروز زنده هستند.[۲۲] آن‌ها در یکی از قسمت‌های برنامه تاک شوی ماه عسل ۱۳۹۴ مهمان احسان علیخانی بودند.[۲۳]